# MAGIC
MAGIC (acronimo per Major Atmospheric Gamma-ray Imaging Cherenkov Telescopes) è un sistema di due telescopi a raggi gamma. Costruito ed operato da un consorzio di scienziati in prevalenza italiani, tedeschi e spagnoli, è posto nell'Osservatorio del Roque de los Muchachos a La Palma nelle Isole Canarie. Con due grandi paraboloidi di 17 metri di diametro è in grado di rivelare raggi gamma di origine extraterrestre per studiare l'origine dei raggi cosmici e fenomeni di fisica fondamentale e di astrofisica. 
Il primo paraboloide ha iniziato la raccolta dei dati nel 2004; il telescopio gemello, a 85 m dal primo, ha iniziato a prendere dati nel giugno 2009.
Fino alla costruzione di H.E.S.S. II era il più grande telescopio a raggi gamma del mondo.

## Scopo
MAGIC studia i fotoni di altissima energia in provenienza da:
- Accrescimento di buchi neri in nuclei galattici attivi
- Resti di supernova
- Lampi di raggi gamma
- Annichilazione di materia oscura.

Nei suoi quindici anni di attività MAGIC ha scoperto numerosi nuovi tipi di sorgenti gamma dell'Universo. Fra i rivelatori di raggi gamma di altissima energia operanti, MAGIC è quello che vede più lontano.

## Istituti che collaborano a MAGIC
Oltre 20 istituti in Italia, Germania, Spagna, Svizzera, Stati Uniti, Finlandia, Polonia, Bulgaria, Armenia. I gruppi principali sono:
- Dipartimento di Fisica, Università di Padova e INFN, Italia
- Dipartimento di Fisica, Università di Siena e INFN, Italia
- Dipartimento di Fisica, Università di Udine e INFN, Italia
- Istituto Nazionale di Astrofisica, INAF, Italia, su inaf.it.
- Max-Planck-Institute for Physics, Monaco di Baviera
- Università di Würzburg
- Institut de Física d'Altes Energies, Università di Barcellona
- Osservatorio Tuorla, Pikkiö, Finlandia
- Institute for Particle Physics, Eidgenössische Technische Hochschule Zürich
- Instituto de Astrofísica de Canarias, Spagna